# Samur (miejscowość)
Samur (ros. Самур) – wieś w Rosji, w Dagestanie, w rejonie magaramkienckim. W 2010 liczyła 3433 mieszkańców, głównie Lezginów.